# Theodore Dru Alison Cockerell

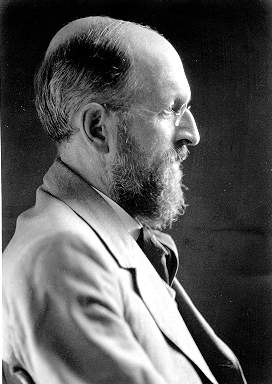
Theodore Dru Alison Cockerell

Theodore Dru Alison Cockerell (Norwood (Londen), 22 augustus 1866 – San Diego, 26 januari 1948) was een Britse entomoloog.
Cockerell was gespecialiseerd in vliesvleugeligen (Hymenoptera), voornamelijk bijen en wespen. Cockerell publiceerde gedurende zijn leven bijna 4000 papers en beschreef ongeveer 6400 bijensoorten en -geslachten.